# Diecezja Fossano
Diecezja Fossano - dawna diecezja Kościoła rzymskokatolickiego we Włoszech, a ściślej w Piemoncie. Została erygowana 15 kwietnia 1592 roku. Należała do metropolii Turynu. Całość terytorium diecezji znajdowała się na obszarze świeckiej prowincji Cuneo.
Od 1 lutego 1999 do 1 czerwca 2023 diecezja pozostawała w unii in persona episcopi z diecezją Cuneo. Obie administratury posiadały wspólnego biskupa diecezjalnego, jednak zachowały odrębne kurie i katedry. Po przejściu na emeryturę, wspólny ordynariusz pozostawał biskupem seniorem tylko w diecezji Cuneo.
1 czerwca 2023 papież Franciszek połączył ją z diecezją Cuneo, tworząc nową diecezję Cuneo-Fossano.